# 柏枝乡
柏枝乡，是中华人民共和国湖南省常德市临澧县下辖的一个乡镇级行政单位。

## 行政区划
柏枝乡下辖以下地区：
柏枝村、群乐村、双龙村、青山寺村、紫陵村、岗上铺村、九里村、众胜村、太平堰村、众丰村、七姑村、敖山村、何家坪村、虎山村、黄金村、老屋坪村、接龙村、永乐村、荷花村、雨台岗村、杨桥村、高家村、石墨村和新合村。